# Kōsa
Kōsa (jap. 甲佐町 Kōsa-machi) – miasto w Japonii, na wyspie Kiusiu, w prefekturze Kumamoto. Według danych na rok 2020 miejscowość zamieszkiwało 10 132 mieszkańców , a gęstość zaludnienia wyniosła 174,9 os./km².